# Toužim
Toužim é uma cidade checa localizada na região de Karlovy Vary, distrito de Karlovy Vary‎.